# Dones d'aigua (sèrie de televisió)
Dones d'aigua fou una sèrie de televisió emesa a TV3 el 1997, dirigida per Antoni Verdaguer i protagonitzada per les actrius Sílvia Marsó, Carme Elias i Carme Sansa. En ella les actrius interpreten tres dones pràcticament desconegudes entre sí hereten un balneari de mans d'una quarta dona, a la qual no coneixen, amb la condició que se n'han de fer càrrefc de la gestió de manera conjunta almenys durant cinc anys. La producció es va gravar al balneari Termes Montbrió, a Montbrió del Camp (Baix Camp), i els personatges mostren en els seus diàlegs trets característics de la parla tarragonina.

## Repartiment
| Personatges habituals - Carme Elias: Clara - Sílvia Marsó: Blanca - Carme Sansa: Àngela - Montserrat Carulla: Anna Miralpeix - Miquel Cors: Antoni Castells - Pep Munné: Antoni Viladrau - Joan Crosas: Octavi Cabot - Joan Dalmau: Ramon Quer - Pep Tosar - Luciano Federico - Frank Capdet - Maria Josep Peris - Víctor Álvaro - Alexis Valdés - Maria Pau Pigem - Marta Zaragoza - Jaume Bernet - Josep Montanyès | Personatges ocasionals - Salomé: M. del Mar Prado - Fina Brunet: Rosa Bertran - Quim Lecina: Sr. Laraki - Lola Lizaran: Sra. Ribalta - Nadala Batiste - Montse Alcoverro - Roser Camí - Carme Abril - Joaquim Dalmau Tarifa - Míriam Iscla - Jaume Comas - Pep Jové - Carme Pla - Pep Torrents - Santi Pons - Albert Pérez - Pep Sais - Marta Pérez - Jaume Sorribas |